# Де Пол, Джин
Джин Винсент Де Пол (англ. Gene Vincent De Paul; иногда Депол (DePaul); 17 июня 1919, Нью-Йорк, Нью-Йорк — 27 февраля 1988, Лос-Анджелес, Калифорния) — американский пианист, аранжировщик и автор песен. Он сотрудничал с такими поэтами-песенниками как Джонни Мерсер, Дон Рэй, Кэролин Ли, Чарльз Ринкер для Universal Studios, Walt Disney Studios и других голливудских компаний.

## Биография
Де Пол родился в Нью-Йорке в 1919 году. Он получил образование по классу классического фортепиано и начал свою карьеру как аранжировщик и театральный пианист. В начале своей карьеры он играл на фортепиано в танцевальных оркестрах. Во время Второй мировой войны служил в армии США.
Сочинять песни Де Пол начал в 1940 году. Работал с лириком Доном Рэем, который написал слова, в частности, в 1941 году к песне «I’ll Remember April». Другим важным его партнёром был Джонни Мерсер, с которым Де Пол написал, в частности, музыку к фильму «Семь невест для семерых братьев» и бродвейскому мюзиклу «Малыш Эбнер», который был номинирован на «Тони» за лучшую музыку. Он был номинирован (вместе с Доном Рэем) на премию «Оскар» за лучшую оригинальную песню в 1942 году за песню «Pig Foot Pete» из фильма «Ад раскрылся». На самом деле песня была ранее уже включена в другой фильм фильм 1941 года «Пусть они летят», и, таким образом, не имела права на номинацию и награду. В 1951 году Де Пол сочинил музыку к диснеевскому анимационному фильму «Алиса в Стране чудес». В общей сложности его музыка была использована в 15 фильмах.
Он был избран в Зал славы авторов песен в 1985 году.
Джин Де Пол умер в феврале 1988 года в Лос-Анджелесе.